# Italiërs

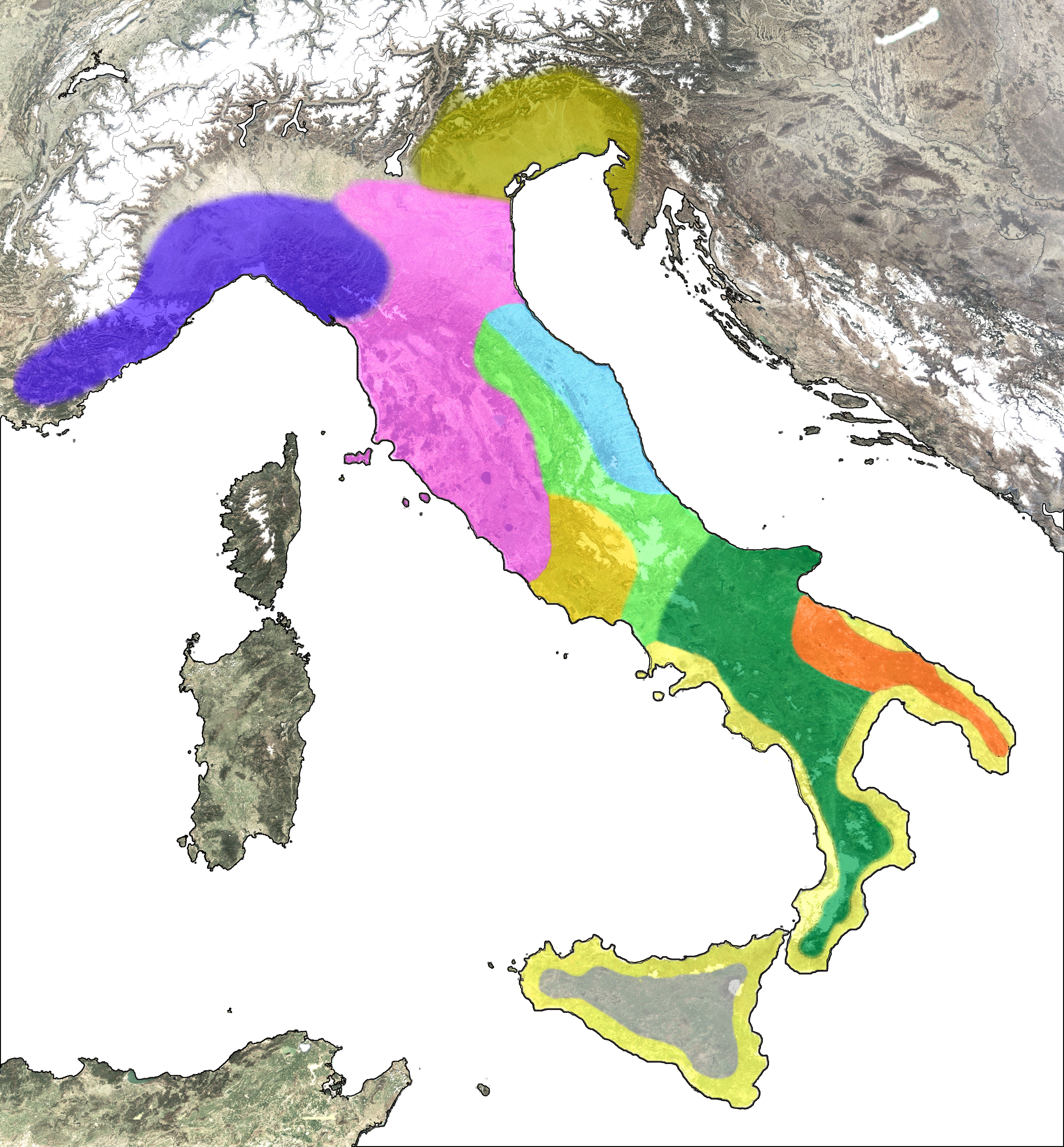
Volken op het Italische schiereiland bij het begin van de ijzertijd
Liguriërs
Veneti
Etrusken
Piceni
Umbriërs
Latijnen
Osken
Messapiërs
Grieken

Italiërs is een verzamelnaam voor een aantal Indo-Europese volken en stammen die zich van ongeveer 1200 tot 1000 v.Chr. vanuit het noorden over de Alpen op het Apennijns Schiereiland vestigden.
Ze worden onderverdeeld in twee taalgroepen: het Latijn-Faliskisch (van de Latijnen en de Falisken) en het Oskisch-Umbrisch (van de Osken en de Umbriërs). De Latijnen (een van de Latijnse stammen was de voorouder van de Romeinen) vestigden zich aan de benedenloop van de rivier de Tiber in Latium, de Umbriërs ten oosten van de bovenloop (Umbrië) en de Osken meer zuidelijk daarvan in Campanië (Samnieten). Van de oorspronkelijke bewoners van het schiereiland handhaafden zich na de Italische immigratie de Liguriërs.
In de 3e eeuw v.Chr. begon Rome de Italiërs te onderwerpen en slaagde hier uiteindelijk in.
Het bij Italiër behorende bijvoeglijk naamwoord is Italisch. Dit in tegenstelling tot Italiaans, dat op het huidige land Italië betrekking heeft.